# Rafael Montes Díaz

Rafael Montes Díaz fue un diputado a Cortes durante el periodo de la II República española, fue elegido en las elecciones celebradas el 19 de noviembre de 1933 por la provincia de Granada en representación de la CEDA, obteniendo 121 400 votos.

## Biografía
Nació en La Zubia, Granada, el 7 de octubre de 1869, cursó estudios de Filosofía y Letras en Granada y de Derecho en Barcelona. Residió además de en Granada, en Barcelona, Lugo, Valladolid y Madrid. Trabajó como catedrático de Geografía e Historia de Enseñanza Media, fue bibliotecario y miembro de la Real Academia de Historia y en 1933 fue elegido Diputado a Cortes Generales, dentro de la candidatura de la CEDA, por la provincia de Granada.
Además de profesor, Rafael Montes Díaz era un intelectual de calado y amplio bagaje cultural, una persona piadosa y muy involucrado desde la niñez con el mundo agrario. En la legislatura entre 1933 y 1936 destacó por su implicación en temas como la construcción de nuevas escuelas en Granada y asuntos agrarios como los arrendamientos de fincas agrícolas.